# Scrufizzer
Scrufizzer (* 10. August 1990 in London als Romani Lorenzo) ist ein englischer Grime-Musiker. 2013 hatte er mit Kick It seinen einzigen Charthit.

## Biografie
Aufgewachsen ist Romani Lorenzo mit Reggae und Bashment, bevor er als Teenager Dizzee Rascal und Grime-Musik für sich entdeckte. Aus seinem Spitznamen Scruface (etwa „Grimassenschneider“) und seinem schnellen, lebhaften Rapstil machte er seinen Rappernamen Scrufizzer (mit fizzy = sprudelnd).
2007 veröffentlichte er sein erstes Mixtape, aber es dauerte bis 2012, bis er mit Ministry of Sound ein größeres Label fand. Er arbeitete unter anderem mit Dizzee Rascal und MJ Cole zusammen und brachte seine ersten offiziellen Singles heraus. Zu Jahresbeginn 2013 wurde er im Guardian auf die Talentliste Ones to watch gesetzt. Der Song Rap Rave brachte ihm kurz darauf erste größere Aufmerksamkeit und einen Platz im Vorprogramm der Tourauftritte von Kendrick Lamar. Festivalauftritte unter anderem in Reading and Leeds folgten. Außerdem hatte er einen Gastbeitrag auf dem Top-20-Album Old von US-Rapper Danny Brown. Fast gleichzeitig hatte er mit Kick It seinen ersten Singlehit in den britischen Charts.
Es blieb aber sein größter Hit. In den folgenden Jahren veröffentlichte er zwar weiter regelmäßig Songs und war auch als Produzent in der Szene aktiv, der große kommerzielle Erfolg stellte sich aber nicht ein.

## Diskografie
Mixtapes
- Fizzy Flow (2012)
- Fizzy Flow 2 (2016)

EPs
- Tropical Vybz (2017)
- Tropical Vybes Part 2 (2019)

Lieder
- Steam (2012)
- Rap Rave (2013)
- Kick It (2013)
- Shizam (mit Zed Bias & Stylo G, 2014)
- Vibe on This (2016)
- Out & Bad (2016)
- I Don’t Believe You (2017)
- 3210 (featuring Eyez, 2017)
- Be Honest (2018)
- Emotions (2019)
- Shell Up (2021)